# أكيرا هيغاشي
أكيرا هيغاشي (باليابانية: 東輝؛ بالكانا: ひがし あきら) هو متزلج قفز ياباني، ولد في 7 يناير 1972 في نيكي في اليابان.

## وصلات خارجية
- أكيرا هيغاشي على موقع الاتحاد الدولي للتزلج (القفز التزلجي) (الإنجليزية)